# Cada dos fines de semana
Cada dos fines de semana (en francés Un week-end sur deux) es una película dramática francesa que se estrenó el 29 de agosto de 1990. Su directora es Nicole García, y esta fue su ópera prima. La actriz principal, Nathalie Baye, fue candidata al Premio César a la mejor actriz por esta película.

## Argumento
La temática de la película trata sobre el divorcio y la custodia alterna de los hijos. 
Una mujer anula el derecho a prolongar su estancia con sus hijos. Camille (Nathalie Baye) es una actriz que dedicó poco tiempo a su vida conyugal con su esposo Adrian (Miki Manojlović), esto dio lugar a la separación con él y sus hijos. Cuando un fin de semana,  debe ir a Vichy para un nuevo papel, no tiene otra opción que llevar a sus hijos con ella.

## Reparto
- Nathalie Baye,
- Hugues Avinens,
- Paul Beauvais,
- Sylvie Blotnikas,
- Jacques Boudet,
- Sacha Briquet,
- Martine Buffet,
- Susan Carlson,
- Bruno Crovi,
- Miki Manojlović,
- Marie Daëms,
- Lucette Filiu,
- Henri Garcin,
- Michelle Goddet,
- David Jalil,
- Jan Madd.